# Węgrów

Węgróws vapen.

Węgrów är en stad i Masoviens vojvodskap i östra Polen. Węgrów hade 12 783 invånare år 2012.

## Personer från Węgrów
- Petrus Gonesius
- Stanislav Kosior